# Atienza (Guadalajara)
Atienza ist eine aus dem Hauptort und vier Weilern (pedanías) bestehende zentralspanische Gemeinde (municipio) mit nur noch 422 Einwohnern (Stand: 2024) im äußersten Norden der Provinz Guadalajara in der Autonomen Gemeinschaft Kastilien-La Mancha. Die Gemeinde liegt in der bevölkerungsarmen Serranía Celtibérica. Hier treffen drei bekannte Wanderwege zusammen: der Camino del Cid, die Ruta de Don Quijote und der von Südosten (Alicante/Valencia) kommende Handels- und Jakobsweg Ruta de la Lana.

## Lage und Klima
Der Ort Atienza liegt im Quellgebiet mehrerer Bergbäche (arroyos) zu Füßen eines markanten Burgfelsens gut 85 km (Fahrtstrecke) nordöstlich der Stadt Guadalajara in einer Höhe von etwa 1170 m; die Stadt Sigüenza ist nur ca. 33 km in südöstlicher Richtung entfernt. Das Klima ist im Winter rau, im Sommer dagegen gemäßigt bis warm; Regen (ca. 510 mm/Jahr) fällt übers Jahr verteilt.

## Bevölkerungsentwicklung
| Jahr      | 1857  | 1900  | 1950  | 2000 | 2019 |
| Einwohner | 2.062 | 1.996 | 1.564 | 465  | 405  |

Als Folge der zunehmenden Trockenheit sowie der Mechanisierung der Landwirtschaft und des daraus resultierenden geringeren Arbeitskräftebedarfs ist die Zahl der Einwohner seit der Mitte des 20. Jahrhunderts stark rückläufig; hinzu kommt die Aufgabe von zahlreichen bäuerlichen Kleinbetrieben. Zur Gemeinde gehören auch die nahezu verlassenen Weiler (pedanías) Alpedroches, Bochones, Casillas und Madrigal.

## Wirtschaft
Die Landwirtschaft, auch die Milch- und Weidewirtschaft, spielte über Jahrhunderte die wichtigste Rolle im auf Selbstversorgung ausgerichteten Wirtschaftsleben der Gemeinde. Im Ort selbst haben sich Händler, Handwerker und Dienstleister aller Art niedergelassen, die von den Bauern mitversorgt werden mussten – zu diesem Zweck gab es Straßenmärkte. Die Verbesserung der Infrastruktur im 20. Jahrhundert führte zu einer Regionalisierung der Absatzmärkte. Seit den 1970er Jahren hat der Tourismus eine immer größer werdende Bedeutung im Wirtschaftsleben erlangt.

## Geschichte

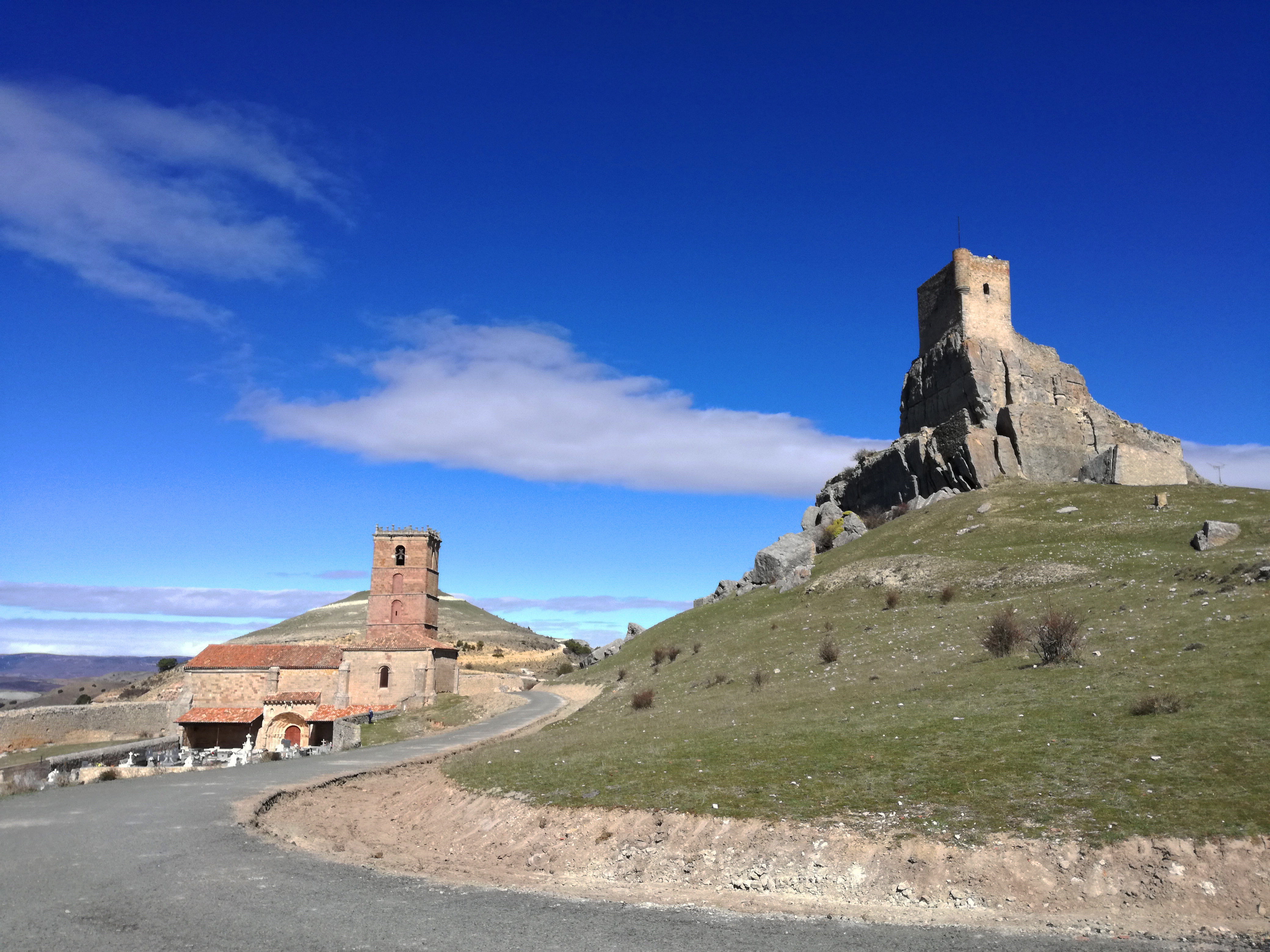
Atienza – Burgfelsen und Kirche Santa María del Rey

Kelten bzw. Keltiberer, Römer, Westgoten und auch die im 8. Jahrhundert bis weit in den Norden der Iberischen Halbinsel vorgedrungenen arabisch-maurischen Heere haben kaum Spuren hinterlassen. Im Jahr 1085 eroberte Alfons VI. die Gegend zurück (reconquista), die anschließend von Christen aus dem Norden und Süden von Al-Andalus besiedelt wurde (repoblación). Im Jahr 1149 erhielt die Comunidad de Villa y Tierra de Atienza eine eigene Rechtsordnung (fuero) und erlangte seitdem immer größere politische, kulturelle und wirtschaftliche Bedeutung, die sich in der Anzahl der romanischen Kirchen sowie in der ehemals existierenden Stadtmauer widerspiegelt.
In der Zeit nach der Eroberung Granadas (1492) sowie der Entdeckung und Eroberung (conquista) des Aztekenreiches (1519–21) in Mittel- und des Inkareiches (1532/3) in Südamerika sowie der Philippinen (nach 1565) sank die Bedeutung der küstenfernen Stadt.

## Sehenswürdigkeiten
- Markantestes Bauwerk von Atienza ist die auf einem Felsen stehende Burg (castillo), von der Teile des Burgtors und der Umfassungsmauer sowie des Bergfrieds (torre de homenaje) erhalten sind.[5]
- Die im 12. Jahrhundert in romanischem Stil erbaute Kirche San Juan Bautista ist Johannes dem Täufer geweiht; sie wurde im 16. Jahrhundert erhöht und dem Zeitgeschmack (Renaissance) angepasst. Die turmlose Kirche beeindruckt durch ihre Größe verbunden mit ihrer Bruchsteinarchitektur; lediglich die Strebepfeiler bestehen aus Hausteinen. Das dreischiffige Innere ist durch gemauerte Säulen gekennzeichnet, die ein Stuckgewölbe tragen. Der Hauptaltar mit seinen gedrehten Säulen ist ein Werk des Churriguerismus.[6]
- Die dreischiffige romanisch-gotische Iglesia de San Gil beherbergt heute ein Museum für sakrale Kunst.[7]
- Die romanische Iglesia de la Santísima Trinidad wurde ebenfalls zu einem Museum für sakrale Kunst umgestaltet.[8]
- Die etwas außerhalb des Ortszentrums gelegene und durch Annexbauten aus späterer Zeit unübersichtlich gewordene romanische Kirche San Bartolomé verfügt noch über Teile ihrer ganz aus Hausteinen errichteten Außengalerie (portico oder galería porticada), deren Doppelsäulenschäfte in ungewöhnlicher Weise bearbeitet waren. Auf der Nordseite der ursprünglich einschiffigen Kirche wurde später ein Seitenschiff angefügt; die den Kirchenbau überragende Capilla del Cristo de Atienza stammt aus dem Jahr 1703. Die Kirche wird heute als Museum genutzt.[9]
- Vom ehemaligen Franziskanerkonvent San Francisco ist nur noch die in spätgotischem Stil erbaute Apsis erhalten.[10]
- Die Kirche Santa María del Rey befindet sich in unmittelbarer Nachbarschaft der Burg; sie wurde im 12. Jahrhundert von König Alfons I. von Aragón erbaut. Das Archivoltenportal war einst das schönste der Stadt.[11]
- Die romanische Iglesia Nuestra Señora del Val ist leergeräumt; die ehemals hier befindlichen Skulpturen und Altäre wurden in die Museen der Stadt verbracht.[12]
- Die in ihrem Ursprung romanische Einsiedlerkirche Ermita de Humilladero erhielt in späterer Zeit einen kleinen Portikus.

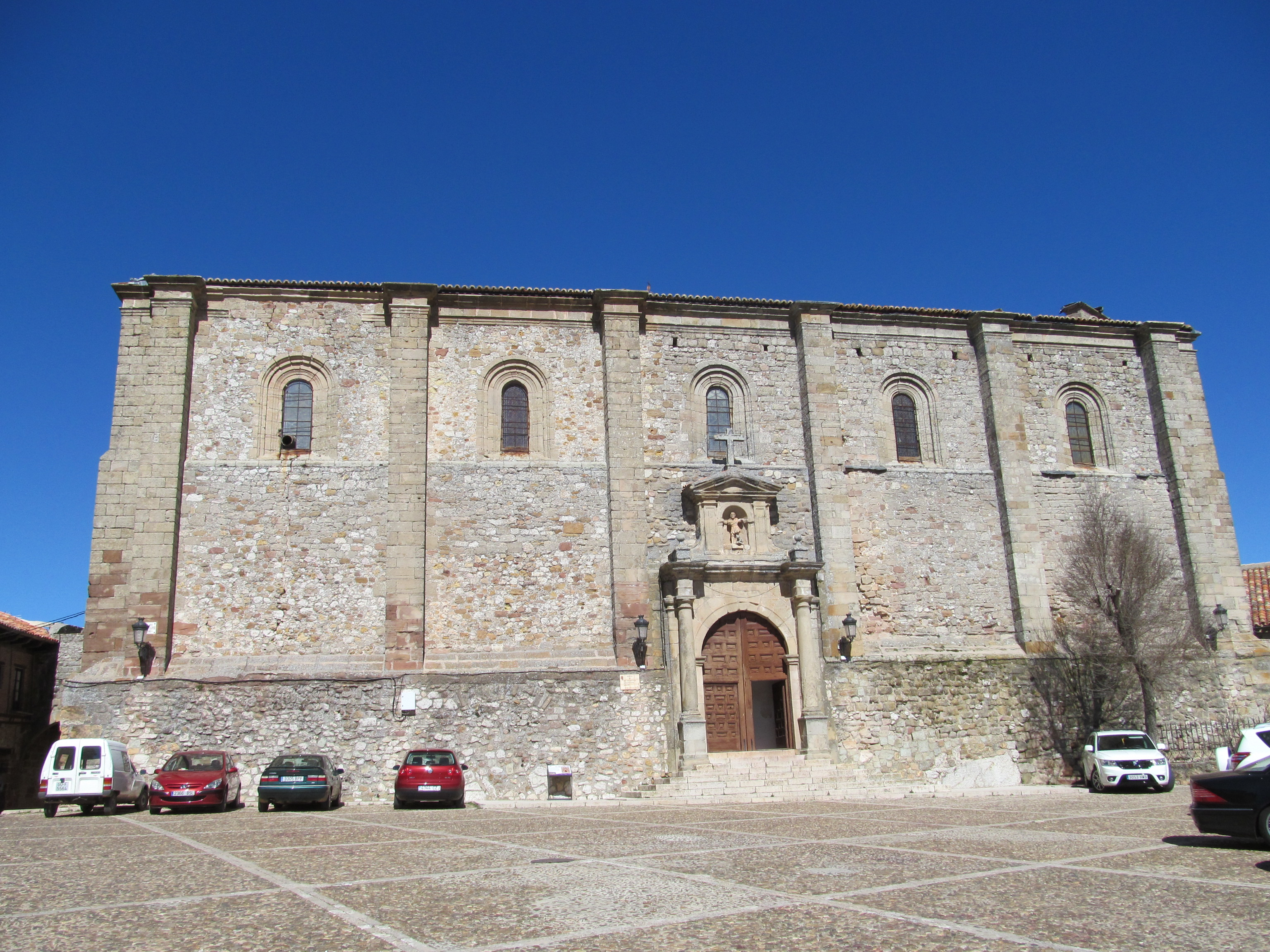
San Juan Bautista
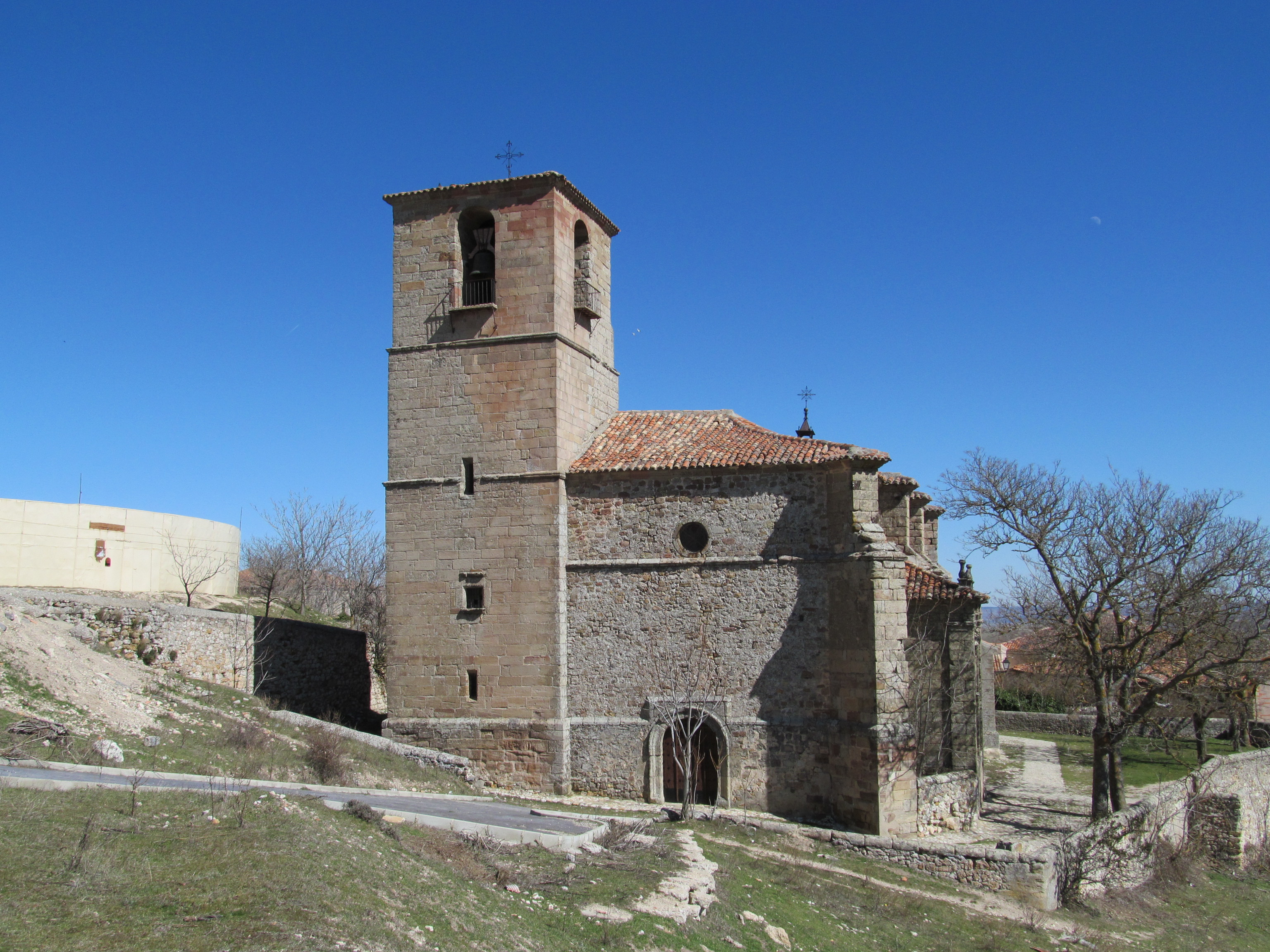
Santísima Trinidad
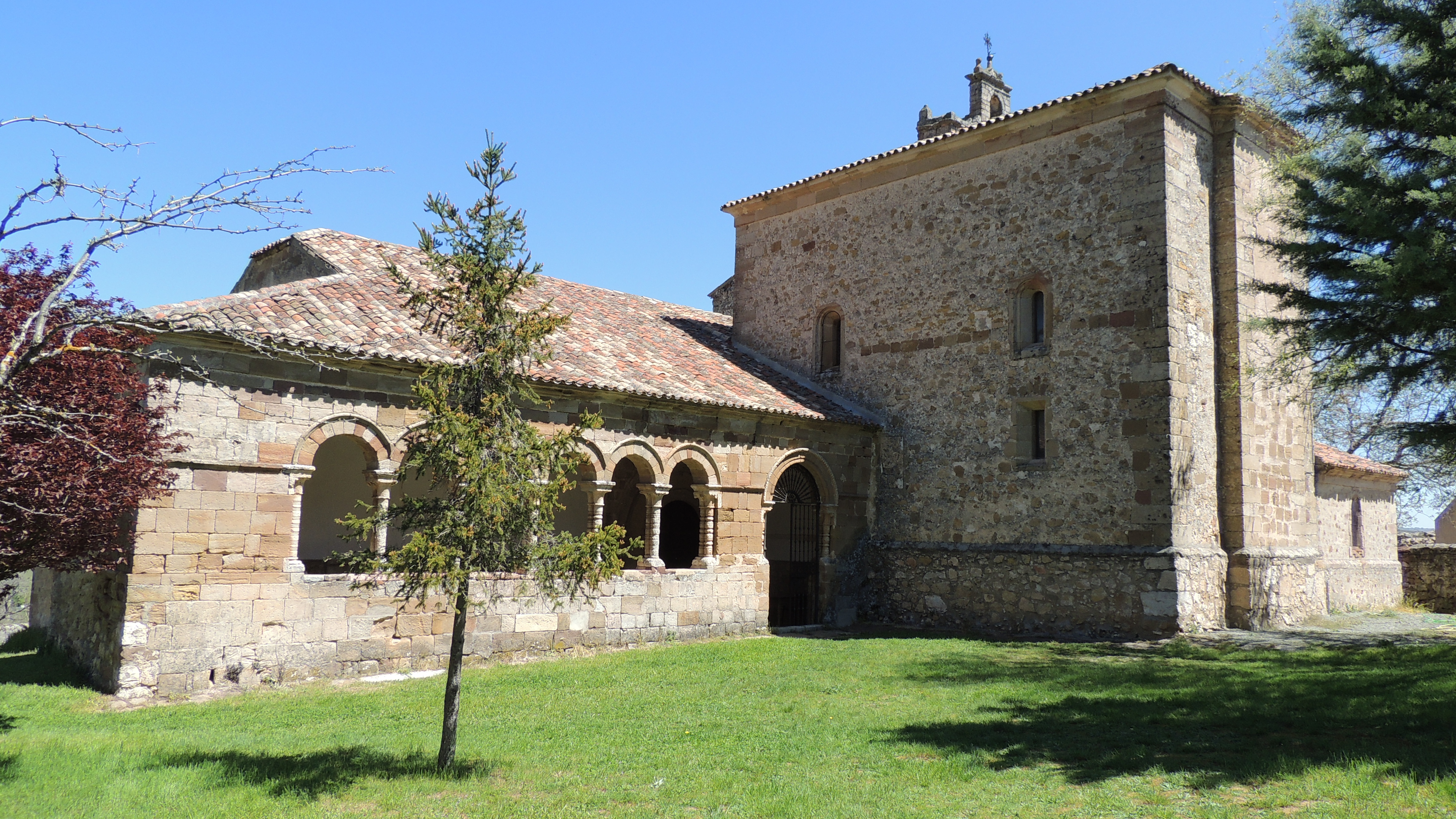
San Bartolomé
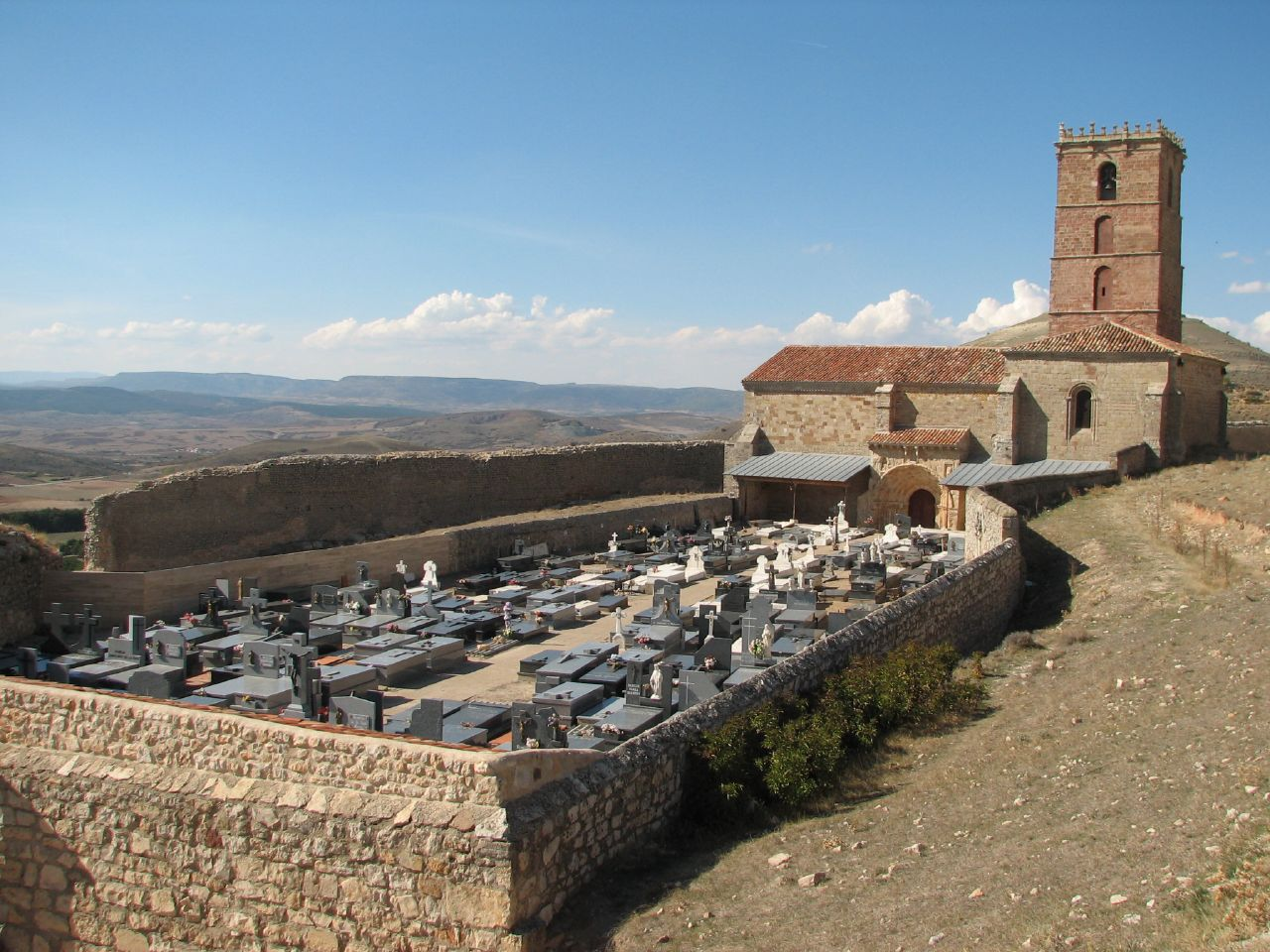
Santa María del Rey
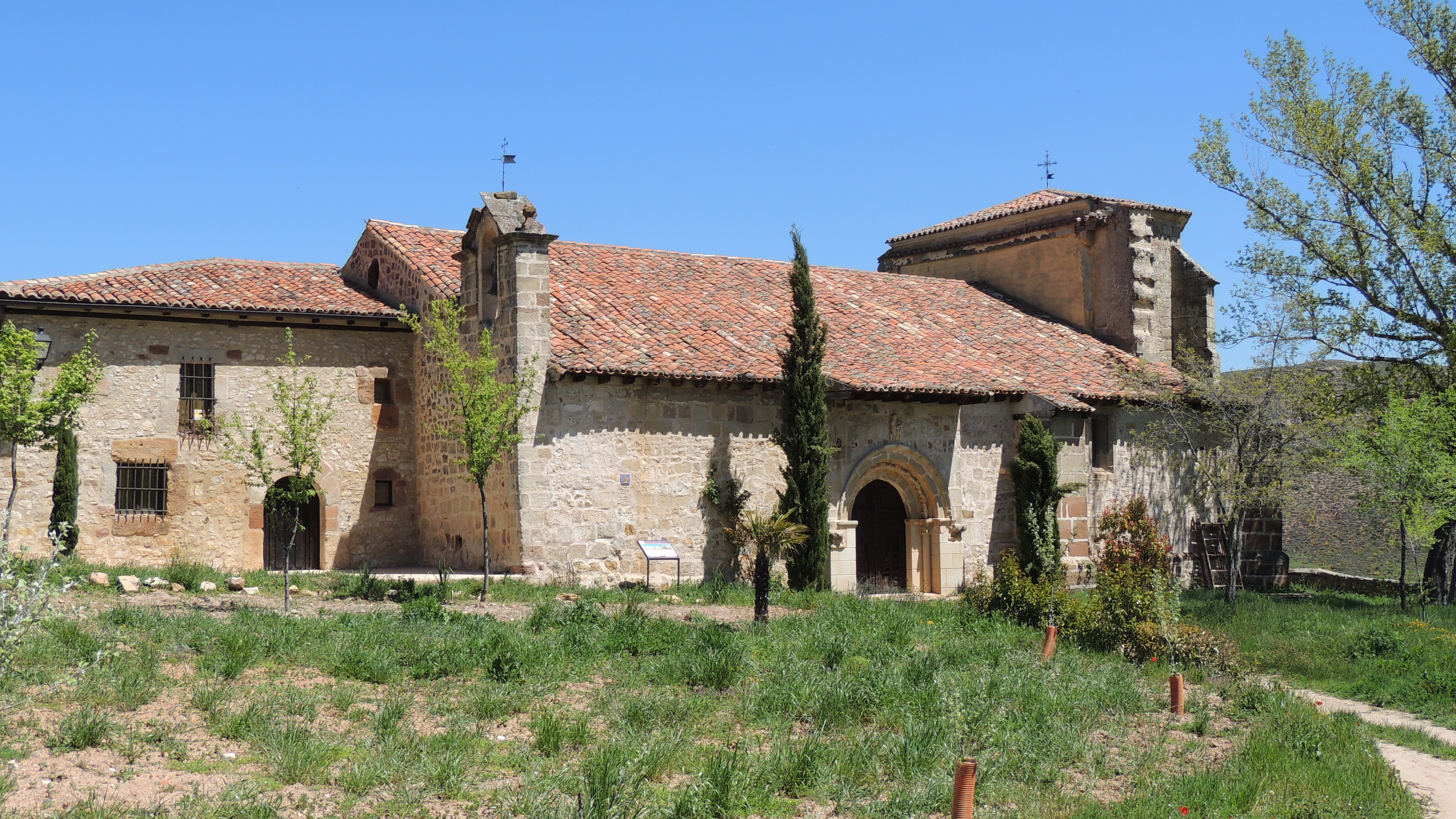
Nuestra Señora del Val
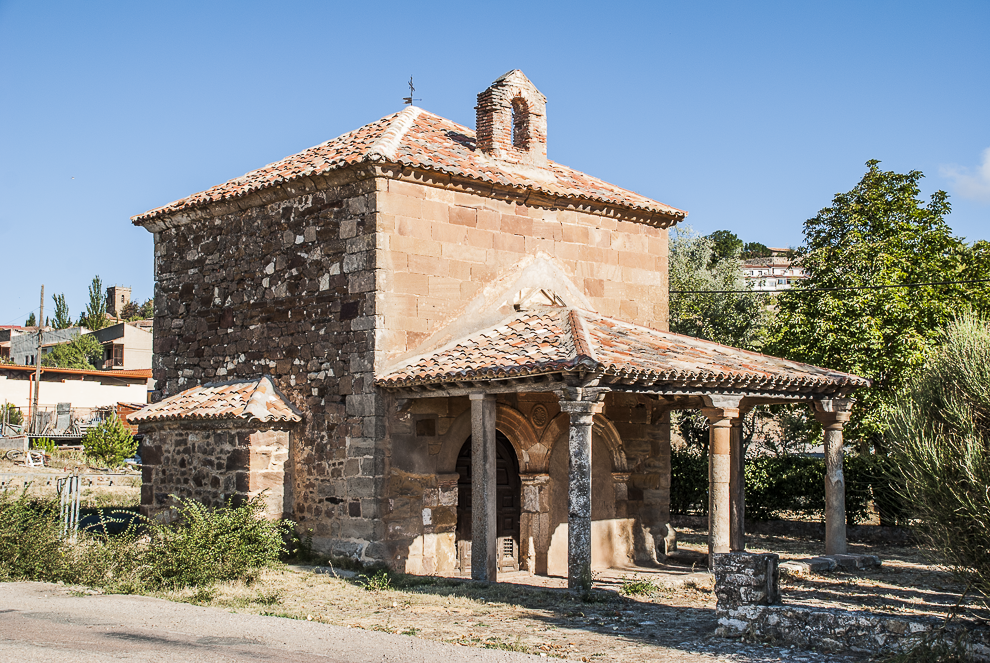
Ermita de Humilladero

Alpedroches
- Im etwa 10 km nordwestlich gelegenen und nur noch ca. 10 Einwohner zählenden Weiler Alpedroches steht eine schlichte Dorfkirche; aber auch sie verfügt über einen Portikusvorbau.

Casillas
- Auch der Weiler Casillas hat eine einfache Kirche mit Glockenturm.